# Комо (округ)
Округ Комо (итал. Provincia di Como) је округ у оквиру покрајине Ломбардије у северној Италији. Седиште округа покрајине и највеће градско насеље је истоимени град Комо.
Површина округа је 1.288 км², а број становника 583.815 (2008. године).

## Природне одлике
Округ Комо се налази у северном делу државе, без излаза на море. Јужни део округа је равничарског карактера, у области Падске низије. Северни, већи део чине ниже планине предалпског појаса. У средишњем делу округа налази се језеро Комо.

## Становништво
По последњим проценама из 2008. године у округу Комо живи више више од 580.000 становника. Густина насељености је изузетно велика, преко 450 ст/км². Посебно је густо насељено подручје јужно од града Кома, а део урбаног подручја Милана.
Поред претежног италијанског становништва у округу живе и велики број досељеника из свих делова света.

## Општине и насеља
У округу Комо постоји 162 општине (итал. Comuni).
Најважније градско насеље и седиште округа је град Комо (85.000 становника), који са предграђима окупља два пута више становништва. Велики град је и Канту (38.000 ст.), на југу округа.